# سكاون
سكاون، بالنرويجية Skaun، بلدية في مقاطعة سور تروندلاغ وتعد جزءا من إقليم أوركدالين. المقر الإداري للبلدية هو قرية بورسا، كما تضم قرى أخرى: بوفيكا، إيغكلايفا، ميلبي، سكاون وفيغيا.
يغلب على سكاون الطابع الريفي، رغم أنها لا تبعد بأكثر من 16 ميلا عن ثالث أكبر مدينة في النرويج، تروندهايم. أغلب السكان يشتغلون في الزراعة، وآخرون يعملون بالمدن القريبة في تروندهايم، أوركانغر وميلهاوس.

## معلومات عامة
تأسست بلدية بورسكوغنن في 1 يناير/كانون الثاني 1890 بعد فصلها عن بلدية بورسا. في عام 1930 تغير اسمها إلى سكاون. في 1 يناير/كانون الثاني 1965 تم جمع كل من سكاون، بورسا وبوفيك في بلدية واحدة كبيرة تدعى سكاون.

### التسمية
اسم البلدية باللغة النوردية القديمة كان كذلك Skaun، وهو مشتق من الكلمة النوردية القديمة skinr وتعني «يبرق» أو «يلمع» ويُعتقد أنها تشير لبحيرة لوغن.

### شعار النبالة
شعار النبالة اُعتمد في 9 يناير/كانون الثاني 1987، يتكون من اللون الفضي والأزرق، وهو يشير إلى شاهد قائم قديم موجود بالبلدية، يعود تاريخيه إلى 500-1000 قبل الميلاد.

### الكنائس
تمتلك كنيسة النرويج ثلاث أبشريات في بلدية سكاون، وهي تابعة لعمادة أوركدال وأسقفية نيداروس.
| الأبشرية | اسم الكنيسة | تاريخ البناء | الموقع |
| -------- | ----------- | ------------ | ------ |
| بوفيك    | كنيسة بوفيك | 1819         | بوفيكا |
| بورسا    | كنيسة بورسا | 1857         | بورسا  |
| سكاون    | كنيسة سكاون | 1183         | سكاون  |

## الجغرافيا
تقع البلدية في الجزء الجنوبي من غاولوسن، تروندهايمسفيورد. يوجد نهرين رئيسيين في البلدية: نهر مورا ونهر بورسالفا وكلاهما ينبع من بحيرة لوغان شمالا، كما توجد بحيرة أخرى تدعي مالمسيون في الجزء الجنوبي الشرقي من سكاون.
تمتلك سكاون حدودا مع ثلاث بلديات أخرى: أوركدال غربا، ميلهاوس جنوبا وشرقا، وتروندهايم شمالا.

## أعلام وشخصيات
- كاري ألفيك غريسبو، لاعب في الفريق الوطني النرويجي لكرة اليد.
- إينار تامبارسكيالفا، من الفايكنغ. تقول الأسطورة أنه استعمال الشواهد الصخرية الأربعة في بورسا لإرساء سفينته.
- جوستاين ويلمان، سائق دراجة، وهو صاحب أحسن أداء نرويجي في طواف فرنسا.
- كريستين لافرانسداتر، وهي الشخصية الرئيسية في ثلاثية الكاتبة سيغريد أوندست، الحائزة على جائزة نوبل للأدب. يقام احتفال سنوي في الأسبوع الثاني من شهر أغسطس/آب في هوسباي، أين عاشت سيغريد أوندست خلال تأليفها للكتاب الثاني في الثلاثية «هوسفرو». أحداث الكتاب بدورها تدور بشكل رئيسي في هوسباي.

## روابط خارجية
- الدليل السياحي لإقليم تروندلاغ على Wikivoyage.
- إحصاءات حول البلدية في موقع الإحصاءات النرويجي.
- معلومات حول السياحة في سكاون.
- معلومات حول مهرجان «كريستين في هوسباي» (باللغة النرويجية).